# Deschampsia foliosa
Deschampsia foliosa é uma espécie de planta com flor pertencente à família Poaceae. 
A autoridade científica da espécie é Hack., tendo sido publicada em Catalogue Raisonné des Graminées de Portugal 33–34. 1880.

## Portugal
Trata-se de uma espécie presente no território português, nomeadamente no Arquipélago dos Açores.
Em termos de naturalidade é endémica da região atrás referida.
É endémica dos Açores, surgindo em todas as ilhas à excepção da ilha de Santa Maria e da ilha Graciosa, onde é conhecido pelo nome comum de Feno.

## Protecção
Não se encontra protegida por legislação portuguesa ou da Comunidade Europeia.